# Pirok
Pirok är en ort i Nordmakedonien. Den ligger i kommunen Tetovo, i den västra delen av landet, 40 kilometer väster om huvudstaden Skopje. Pirok ligger 517 meter över havet och antalet invånare är 3 801.